# Rijnbrug bij Rhenen
De Rijnbrug bij Rhenen is een verkeersbrug over de Nederrijn bij Rhenen tussen de provincies Gelderland en Utrecht. De N233 verbindt de N225, Rhenen en Veenendaal met de Betuwe en de A15 via deze brug.

## Geschiedenis
Op de locatie van de huidige verkeersbrug stond tot 1944 een spoorbrug. De spoorbrug werd tussen 1880 en 1883 gebouwd als onderdeel van de spoorlijn Kesteren - Amersfoort. Deze brug werd bij de Duitse aanval op Nederland in 1940 op 10 mei 1940 opgeblazen en later weer gerepareerd. Op 2 oktober 1944 werd de brug door de Geallieerden voor de tweede keer vernietigd.
De spoorbrug werd uiteindelijk niet meer herbouwd. Op de fundamenten van de oude spoorbrug werd in 1955 de nieuwe verkeersbrug gebouwd.
Door de toenemende verkeersdruk op de brug en de files aan beide zijden ervan wordt al sinds begin 21e eeuw gekeken naar een vergroting van de capaciteit.

## Verbreding naar 2×2 rijstroken
Op 10 december 2018 is besloten de Rijnbrug te verbreden naar 2×2 rijstroken met aan beide kanten een 3 meter breed (brom)fietspad. De realisatie wordt in 2025 verwacht. 